# 胡戈·特奥雷尔
阿克塞尔·胡戈·特奥多尔·特奥雷尔（Axel Hugo Theodor Theorell，1903年7月6日—1982年8月15日）是一位瑞典科学家与诺贝尔奖持有者。
将一生事业专注于酶的研究的特奥雷尔，在1955年被授予诺贝尔生理学或医学奖，以表彰其在酶氧化方面的研究及其影响。他曾经是挪威诺贝尔学会的一名前任研究领袖，因此他也是第一位与学会有联系且被授予诺贝尔奖的研究者。
他的工作引导了抗利尿激素酶研究的前进，该酶能在肾脏中分解酒精。他的成就誉满全球，并因而被世界上多所大学授予荣誉学位：其中有法国、比利时、巴西及美国。